# Niall Thompson
Niall Joseph Thompson (né le 16 avril 1974 à Birmingham en Angleterre) est un joueur de soccer international canadien d'origine anglaise, qui évoluait au poste d'attaquant, avant de devenir entraîneur.

## Biographie

### Carrière de joueur

#### Carrière en sélection
Avec l'équipe du Canada, il dispute 9 matchs (pour 2 buts inscrits) entre 1993 et 2000. Il figure notamment dans le groupe des sélectionnés lors des Gold Cup de 1993 et de 1996.